# Fitasa

Fitat

Una fitasa (mio-inositol hexaquisfosfat fosfohidrolasa) és qualsevol tipus d'enzim fosfatasa que catalitzi la hidròlisi de l'àcid fític (mio-inositol hexaquisfosfat) – una foma orgànica indigestible del fòsfor que es troba en els cereals i l'oli de llavors – i s'allibera com forma utilitzable de fòsfor inorgànic. Si bé s'ha trobat fitases en animals, plantes, fongs i bacteris, les fitases normalment s'han detectat i caracteritzat en els fongs.

## Classes
S'han caracteritzat quatre classes de fitases: fosfatases d'àcid hisitiidna (histidine acid phosphatases (HAPS)), fitases B-propeller. fosfatases d'àcid porpra (purple acid phosphatases), i més recentment,’’protein tyrosine phosphatase-like phytases'’’ (PTP-like phytases).

## Importància biològica
L'àcid fític i els seus metabolits en els cereals tenen importants funcions en les llavors com a emmagatzemament del fòsfor, de l'energia, com a font de cations i com a font de mio-inositol (un precursor de la paret de la membrana). Els animals remugants poden usar àcid fític com a fon de fòsfor perquè els bacteris del seu estómac produeixen molts tipus de fitases. Tanmateix, els animals monogàstrics no tenen aquests bacteris i no poden usar l'acid fític el qual s'excreta en la seva femta.
Altres papers importants de l'àcid fític i els seus metabòlits en els eucariotes són en la reparació de l'ADN, el control de la neuritransmissió i la proliferació cel·lular.
La fitasa es fa servir com suplement alimentari en l'alimentació dels animals, molt sovint en aviram i en porcins.
En plantes transgèniques de colza, alfals i arròs s'ha introduït la fitasa. A gran escala es produeix fitasa en llevats modificats genèticament i també es pot aïllar la fitasa dels fongs basidiomycota. Enviropig, és una soca de porc transgènic que, malgrat ser un animal monogàstric, pot produir fitasa.